# Лазарев Олександр Олександрович
Олександр Олександрович Лазарев (рос. Лазарев Александр Александрович) (27 квітня 1967, Москва) — радянський і російський актор театру і кіно, театральний режисер, телеведучий. Народний артист Російської Федерації (2007). Лауреат Державної премії Росії (1996), Премії «Хрустальна Турандот» (1996), Премії ім. К. Станіславського (1996).
Внесений до бази «Миротворець» як порушник українського державного кордону (брав участь у зйомках кінострічки «Гардемарини-4» («Гардемарини 1787. Мир») на території анексованого Криму).

## Життєпис
Народився 27 квітня 1967 року в Москві в родині акторів О. С. Лазарєва і С. В. Немоляєвої.
Закінчив Школу-студію МХАТ (1990). 
Актор театру «Ленком» в Москві. 
Перша велика роль у кіно — Анатолій у фільмі В. Криштофовича «Приятель небіжчика» (1997).
6 грудня 2023 року призначений головним режисером Центрального академічного театру Російської армії Міністерства оборони Росії.

## Фільмографія
- «Таємниця Едвіна Друда» (1980, фільм-спектакль; хлопчисько)
- «Не зійшлися характерами» (1989, пацієнт у суді (у титрах — О. Трубецькой)
- «Щен із сузір'я Гончих Псів» (1991, Філіп)
- «Дрібниці життя» (1992—1997, т/с; Олег Денисович (Алік), телепродюсер)
- «Провінційний бенефіс» (1993, Григорій Незнамов)
- «Полювання» (1994, Никифор)
- «Приятель небіжчика» (1997, Анатолій; Україна—Франція)
- «Тіло буде віддано землі, а старший мічман співатиме» (1998, Ігор коханець Капітана)
- «Вмирати легко» (1999, Ілля)
- «Бременські музиканти & Co» (2000, пес-молодший)
- «Гра в кохання» (2000, Сергій Барсенєв (Орешкін), популярний актор)
- «Таємниці палацових переворотів» (фільм № 2 «Заповіт імператриці») (2000, Бірон Ернст-Йоганн, лідер російської імператриці Анни Іоанівни)
- «Афера» (2001, Андрій Давидов, бізнесмен)
- «Мамука» (2001, Гогі)
- «З новим щастям! 2. Поцілунок на морозі» (серії № 2-8) (2001, Юрій Юрійович Володимирцев, підприємець, начальник Діми та колишній керівник Олени Куропатової)
- «Сищики» (фільм № 8 «Єрихонські труби») (2001, Євген Петрович Балясін, продюсер)
- «Квітень» (2002, священик)
- «Невдача Пуаро» (2002, Гектор Блент, майор, друг Роджера Екройда)
- «Бажана» (серії № 2-3) (2003, Ілля (у молодості)
- «Ідіот» (2003, т/с; Ганя Іволгін, секретар генерала Єпанчина)
- «Рецепт чаклунки» (2003, Богдан)
- «Сьоме небо» (2005, т/с, Росія-Україна; Єгор Шубін, голова юридичної служби холдингу Т. Кольцова)
- «Парк радянського періоду» (2006, Олег Зимін)
- «Азіріс Нуна» (2006, тато)
- «Адмірал» (2008, т/с; генерал-майор Дмитро Лєбєдєв)
- «Дівчинка» (2008)
- «Застава Жиліна» (2008, нарком Лаврентій Берія)
- «Важкий пісок» (2008, т/с; Ле Курт, німецький диригент, який став фашистським офіцером)
- «Катерина» (2014, т/с; граф Олексій Розумовський)
- «Союз порятунку» (2019, генерал-лейтенант Олександр Бенкендорф)
- «Тобол» (2019)
- «Гардемарини 1787. Мир» (2020, граф Орлов)
- «Союз порятунку. Час гніву» (2022, т/с; Олександр Бенкендорф) та ін.